# Jameson Williams
Jameson Williams (geboren am 26. März 2001 in St. Louis, Missouri) ist ein US-amerikanischer American-Football-Spieler auf der Position des Wide Receivers. Er spielte College Football für die Alabama Crimson Tide und die Ohio State Buckeyes. Im NFL Draft 2022 wurde Williams in der ersten Runde von den Detroit Lions ausgewählt.

## College
Williams besuchte die Cardinal Ritter College Prep High School in seiner Heimatstadt St. Louis, Missouri, wo er Football spielte und als Leichtathlet aktiv war. Ab 2019 ging Williams auf die Ohio State University, um College Football für die Ohio State Buckeyes zu spielen. Er kam in zwei Spielzeiten in 22 Partien zum Einsatz, davon sechsmal als Starter. Als Freshman fing Williams sechs Pässe für 112 Yards und einen Touchdown, in seinem zweiten College-Jahr verzeichnete er neun Catches für 154 Yards Raumgewinn und zwei Touchdowns.
Nach der Saison 2020 entschloss Williams sich zu einem Teamwechsel, da die Buckeyes auf der Wide-Receiver-Position mit Chris Olave, Garrett Wilson und Jaxon Smith-Njigba bereits ein starkes Receiver-Trio hatten und Williams nicht über die Rolle eines Ergänzungsspielers hinauskommen konnte. Er entschied sich für die University of Alabama, da die Crimson Tide mit DeVonta Smith und Jaylen Waddle ihre beiden stärksten Passempfänger aus der Vorsaison an die NFL verloren hatten. In Alabama wurde Williams neben John Metchie III zur Hauptanspielstation von Quarterback Bryce Young und führte das Team in Yards Raumgewinn im Passspiel sowie gefangenen Touchdownpässen an. In der Partie gegen die Southern Miss Golden Eagles erzielte Williams zwei Kickoff-Return-Touchdowns. Er zog mit Alabama ins College Football Playoff National Championship Game ein. Bei der 18:33-Niederlage gegen die Georgia Bulldogs zog Williams sich im zweiten Viertel einen Kreuzbandriss zu. Insgesamt fing er in der Saison 2021 75 Pässe für 1507 Yards und 15 Touchdowns. Nach Saisonende gab Williams seine Anmeldung für den NFL Draft bekannt.

## NFL
Williams wurde im NFL Draft 2022 an 12. Stelle von den Detroit Lions ausgewählt. Aufgrund des Kreuzbandrisses, den er sich am College zugezogen hatte, verpasste er die Saisonvorbereitung und auch einen Großteil der Saison, erst vor dem 13. Spieltag stieg er ins Training ein. Am 13. Spieltag gab er gegen die Jacksonville Jaguars sein NFL-Debüt, sah aber wenig Einsatzzeit. Insgesamt stand er als Rookie in sechs Spielen auf dem Feld, wurde aber nur vereinzelt bei insgesamt 78 offensiven Snaps eingesetzt und fing lediglich einen Pass in Woche 14 gegen die Minnesota Vikings für 41 Yards Raumgewinn und einen Touchdown, zudem absolvierte er in Woche 17 einen Lauf über 40 Yards gegen die Chicago Bears. Im April 2023 wurde Williams für die ersten sechs Spiele der Saison 2023 gesperrt, da er auf dem Teamgelände der Lions Sportwetten auf College-Football-Spiele abgeschlossen hatte, was laut den Glücksspielrichtlinien der NFL untersagt ist. Infolge einer Regeländerung wurde Williams’ Sperre bereits nach vier Spielen aufgehoben. 2024 wurde Williams wegen eines Dopingverstoßes für zwei Spiele gesperrt. Dennoch gelang ihm seine erste 1000-Yards-Saison. Mit 58 gefangenen Pässen für 1001 Yards und sieben Touchdowns avancierte Williams zum Nummer-zwei-Receiver der Lions neben Amon-Ra St. Brown.

### NFL-Statistiken
| 2022                               | Detroit Lions | 6  | 0  | 1  | 41   | 41,0 | 41 | 1  | 1  | 40  | 40,0 | 40 | 0 | 0 | 0 |
| 2023                               | Detroit Lions | 12 | 10 | 24 | 354  | 14,8 | 63 | 2  | 3  | 29  | 9,7  | 19 | 1 | 1 | 0 |
| 2024                               | Detroit Lions | 15 | 11 | 58 | 1001 | 17,3 | 82 | 7  | 11 | 61  | 5,5  | 15 | 1 | 0 | 0 |
| Total                              | Total         | 33 | 21 | 83 | 1396 | 16,8 | 82 | 10 | 15 | 130 | 8,7  | 40 | 2 | 1 | 0 |
| Quelle: pro-football-reference.com |               |    |    |    |      |      |    |    |    |     |      |    |   |   |   |